# 태풍 예니
태풍 예니 (Yanni)는 1998년 9월에 발생한 제9호 태풍이다. 남해안에 상륙했다가 다시 남진하는 특이한 진로를 보여주었고, 이 태풍의 영향으로 대한민국은 포항에 약 500mm의 비가 내리는 등의 피해를 보았다.

## 개요
한반도에서는 한반도에 접근한 이 태풍 때문에 50명이 사망했다. 이 태풍에 의해 전선의 활동이 활발해져, 일본에서도 태풍의 습한 공기의 영향으로 넓은 범위에 폭우에 의한 피해가 발생했다.
| 순위 | 발생일      | 태풍명        | 재산 피해액 (억원) |
| ---- | ----------- | ------------- | ------------------ |
| 1위  | 0215        | 루사          | 51,479             |
| 2위  | 0314        | 매미          | 42,225             |
| 3위  | 0603        | 에위니아      | 18,344             |
| 4위  | 9907        | 올가          | 10,490             |
| 5위  | 1214 / 1215 | 덴빈 / 볼라벤 | 6,365              |
| 6위  | 9507        | 재니스        | 4,563              |
| 7위  | 8705        | 셀마          | 3,913              |
| 8위  | 1216        | 산바          | 3,657              |
| 9위  | 9809        | 예니          | 2,749              |
| 10위 | 0012        | 프라피룬      | 2,521              |

| 순위 | 태풍 번호 | 태풍 이름 | 일 최대강수량 | 관측 연월일 | 관측 장소 |
| ---- | --------- | --------- | ------------- | ----------- | --------- |
| 1위  | 0215      | 루사      | 870.5mm       | 2002/8/31   | 강릉      |
| 2위  | 1918      | 미탁      | 556.9mm       | 2019/10/3   | 울진      |
| 3위  | 8118      | 아그네스  | 547.4mm       | 1981/9/2    | 장흥      |
| 4위  | 9809      | 예니      | 516.4mm       | 1998/9/30   | 포항      |
| 5위  | 9112      | 글래디스  | 439.0mm       | 1991/8/23   | 부산      |
| 6위  | 0711      | 나리      | 420.0mm       | 2007/9/16   | 제주      |
| 7위  | 0314      | 매미      | 410.0mm       | 2003/9/12   | 남해      |
| 8위  | 7214      | 베티      | 407.5mm       | 1972/8/20   | 해남      |
| 9위  | 7119      | 올리브    | 390.8mm       | 1971/8/5    | 삼척      |
| 10위 | 9907      | 올가      | 377.5mm       | 1999/8/1    | 동두천    |

## 같이 보기
- 1998년 태풍